# Utrecht (loď)
Loď Utrecht je jednou z lodí, které provozuje Dopravní podnik města Brna (DPMB) v rámci lodní dopravy na Brněnské přehradě. Vyrobena byla v roce 2011 firmou Jesko CZ v Hlavečníku a je jedním z pěti nových sesterských plavidel, která téměř kompletně obměnila flotilu DPMB. V rámci evidence vozidel dopravního podniku je Utrecht označen evidenčním číslem 4824.

## Historie
Dopravní podnik města Brna objednal v roce 2008 u firmy Jesko CZ celkem pět dvoupalubových lodí za celkovou částku 73,915 milionu Kč (14,783 milionu Kč za jednu loď). První plavidlo (Lipsko) bylo uvedeno do provozu v roce 2010, roku 2011 byly současně dodány další dvě lodě, Utrecht a Vídeň, které nahradily dvě starší plavidla – Prahu a Bratislavu. Dodatečným výběrovým řízením zadal DPMB na začátku roku 2011 téže společnosti úpravy čtyř vyráběných lodí (celkem za 6 119 520 Kč), které byly odůvodněny zkušenostmi z prvního roku provozu Lipska.

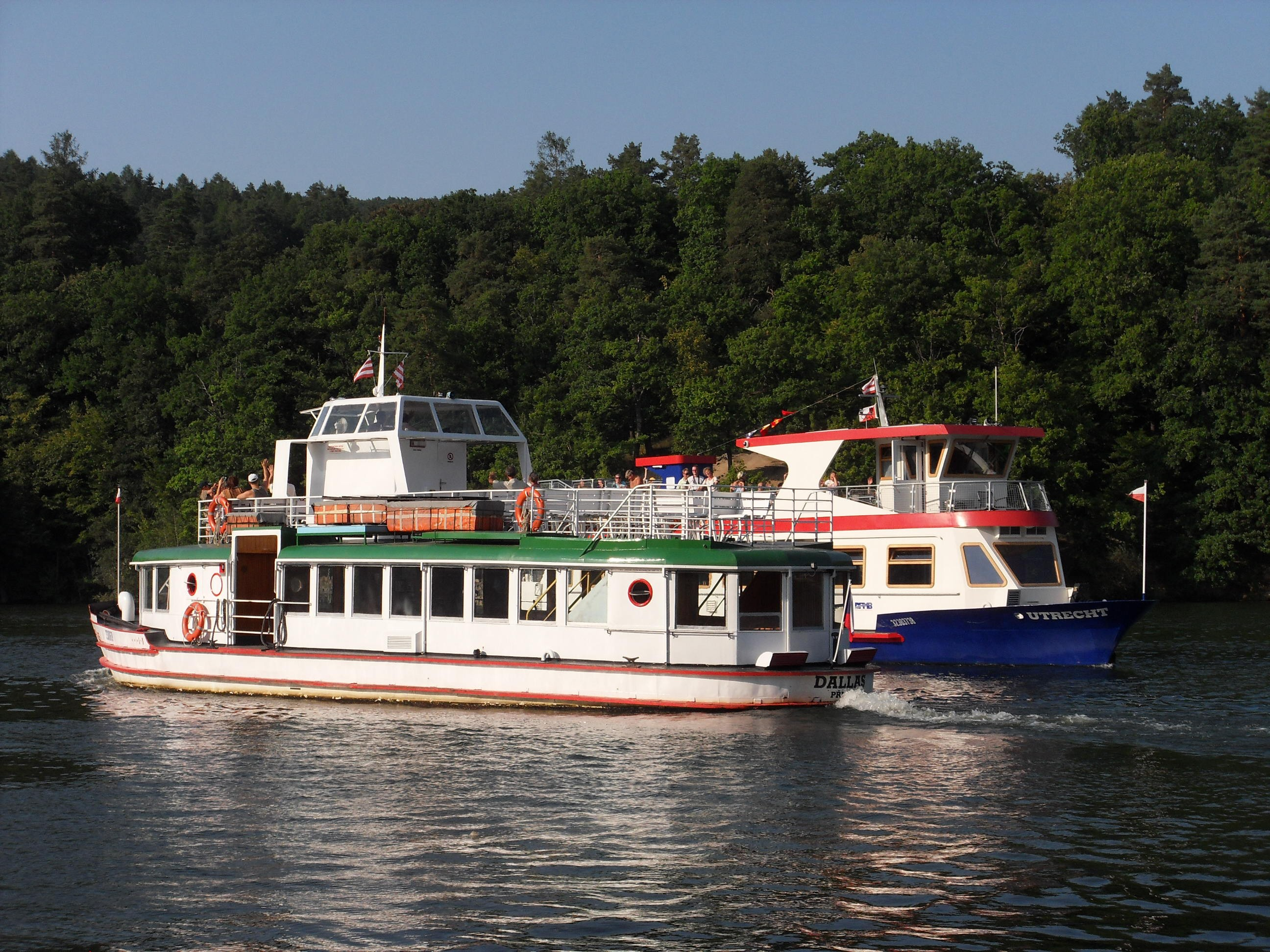
Setkání lodí Dallas a Utrecht poblíž zastávky Rokle

Trup lodě byl vyroben ve Lhotce nad Labem, odkud byl přetažen do Hlavečníku, kde bylo plavidlo postaveno. Do Brna byl Utrecht společně s Vídní dopraven na silničních trajlerech, přičemž cesta trvající čtyři dny skončila 31. března 2011. Poté následovalo zkompletování lodě včetně osazení kormidelny, elektroinstalace, akumulátorů a nalakování trupu na tmavě modrou barvu. Do stavu DPMB byl Utrecht s evidenčním číslem 4824 zařazen 29. dubna 2011, v pravidelné dopravě ale nebyl nijak využíván, pouze při křtu sesterské Vídně dne 14. května provedl s pozvanými hosty krátkou okružní jízdu po přehradě. Samotný křest Utrechtu se slavnostním spuštěním na vodu se konal 28. května 2011 při příležitosti zahájení festivalu Ignis Brunensis a zúčastnil se jej také nizozemský velvyslanec. Loď byla totiž pojmenována podle Utrechtu, jednoho z partnerských měst Brna. Do pravidelného provozu na Brněnské přehradě zasáhl Utrecht poprvé 29. května 2011.

## Konstrukce
Konstrukčně je Utrecht shodný se svými sesterskými loděmi. Jedná se o dvoupalubovou loď poháněnou asynchronním elektromotorem, jenž je napájen z olověných akumulátorů. Spodní uzavřená paluba je bezbariérová (včetně WC), schodiště na horní, sluneční palubu se nacházejí v zadní části lodi. Kormidelna je umístěna v přední části horní paluby. Stejně jako Vídeň má i Utrecht několik dodatečných úprav z výroby, které souvisejí se zkušenostmi z prvního roku provozu Lipska. Loď byla vybavena příďovým dokormidlovacím zařízením, fotovoltaickými články na střeše kormidelny pro posílení uživatelské baterie, bezpečnostními brankami v hlavních vchodech a náporovými větracími kanály nad čelním oknem dolní paluby. Délka trupu činí 24,98 m, šířka 6,22 m, hmotnost prázdné lodi 58 t, maximální ponor dosahuje 1,25 m. Plavidlo může plout maximální rychlostí 15 km/h a pojme nejvýše 200 osob.